# Multinational Division North
Multinational Division North er et multinationalt divisionshovedkvarter etableret af Danmark, Letland og Estland.
Det nye hovedkvarter blev indviet 8. marts 2019, og det udgør en del af NATO’s styrkestruktur, som blandt andet skal bidrage til NATO’s operative planlægning og støtte de baltiske staters nationale forsvarsplanlægning, træne baltiske enheder og koordinere mange militære aktiviteter i regionen, herunder blandt andet enhanced Forward Presence (eFP).
Danmark, Estland og Letland er rammenationer, og Danmark påtager sig rollen som lead-nation. I fredstid vil hovedkvarteret være etableret både i Danmark og Letland, og bemandingen vil være ca. 100 personer, hvoraf de ca. 60 er danskere fordelt med ca. 40 i Danmark og ca. 20 udstationeret i Letland. Hertil kommer stabsstøttepersonel, hvor Danmark vil bidrage med ca. 80 personer, med ca. 50 i Danmark og ca. 30 i Letland. I krise og krig vil hovedkvarteret være bemandet med op til 600 personer, hvoraf op til ca. 250 vil være danskere.
Ved oprettelsen af blev divisionshovedkvarteret for Danske Division transformeret ind i det nye divisionshovedkvarter for Multinational Division North.